# Štěpán Fischer
Štěpán Fischer (28. května 1905 Trnava – 3. září 1988 Praha) byl konstruktér automobilů, motorů a strojních zařízení.

## Život

### Do roku 1945
Štěpán (původně Štefan) Fischer se narodil 28. května 1905 v židovské rodině v západoslovenské Trnavě. Jeho otec Ján Fischer (*1869) vlastnil v Trnavě čokoládovnu Figaro, matka Augustina rozená Baumwald (*1876) byla v domácnosti. Oba rodiče zahynuli během druhé světové války ve vyhlazovacím táboře v Osvětimi.
Po absolvování základní školy začal Štefan Fischer v roce 1915 navštěvovat trnavské gymnázium, o rok později přešel na evangelické lyceum do Bratislavy a ve středoškolském studiu pokračoval na německém reálném gymnáziu v Brně, kde v červnu 1924 maturoval. Po dvou semestrech studia na brněnském Vysokém učení technickém se rozhodl získávat zkušenosti v praxi, postupně pracoval v několika strojírenských závodech v Německu a ve Francii. Ve vysokoškolském studiu poté pokračoval na Vysoké škole technické v Berlíně-Charlottenburgu, kde také v únoru 1933 získal diplom a titul strojního inženýra. Ještě během studia pokračoval ve sbírání praktických zkušeností ve výrobě v pozicích mechanika, nástrojaře a dílovedoucího. Po absolvování berlínské techniky působil několik měsíců jako konstruktér v továrně na výrobu lodních motorů FZ v Berlíně-Tempelhofu.
Od 15. listopadu 1933 se stal přednostou studijního oddělení Zbrojovky Ing. Františka Janečka v Praze. Jako technický poradce majitele firmy zaváděl sériovou licenční výrobu německých lidových automobilů DKW s označením Jawa 700. Zároveň se podílel na konstrukci vozů Jawa určených k účasti ve druhém ročníku závodu „1000 mil československých“, který se jel 9. a 10. června 1934.
Pro tento závod zkonstruoval čtyřdobý čtyřválcový motor o objemu 2 l, jehož vývoj se však pro nedostatek času nepodařilo dokončit, a tak vozy Jawa v závodě startovaly s dvoudobými dvouválcovými motory stavěnými podle licence DKW. Pro tento závod navrhl švýcarský specialista na aerodynamiku Paul Jaray (1889 – 1974) pro značku Jawa aerodynamické kupé, na jehož stavbě se podílel Ing. Fischer. S Jarayem navázal spolupráci, jež vyústila ve stavbu avantgardně řešeného cestovního automobilu.

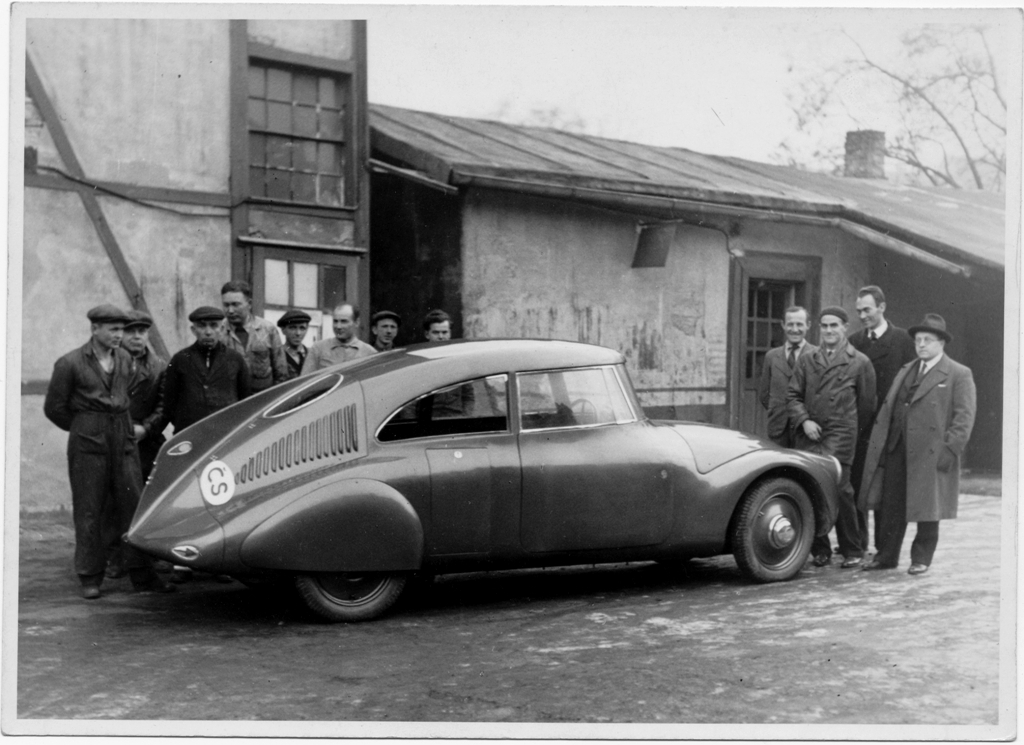
Ing. Fischer se svým automobilem FRM a konstrukčním týmem před dílnou na Octárně v roce 1935

V srpnu 1934 od firmy Ing. Janečka odešel a založil vlastní konstrukční kancelář a prototypovou dílnu v kolonii Octárna v pražských Střešovicích, v blízkosti tramvajové vozovny. Sestavil mezinárodní konstrukční tým šesti inženýrů české, německé a maďarské národnosti, zaměstnal několik montérů a v pronajaté dílně, jež dříve sloužila jako opravna automobilů Praga, začal realizovat projekt osobního vozu osobité konstrukce. Nesl značku FRM, což byla zkratka pro Fischer Reimann Motoren. Organizační a ekonomickou stránku věci měl na starost podnikatel Otto Reimann, potřebné finance poskytl pražský bankéř Leopold Selig. Prototyp FRM byl dokončen týden před Vánocemi roku 1935. Měl 4,6 m dlouhou čtyřmístnou dvoudveřovou karoserii oblých aerodynamických tvarů podle Jarayových zásad, pohon obstarával vodou chlazený čtyřdobý čtyřválcový motor o objemu 1,9 l uložený v bloku s třístupňovou převodovkou doplněnou rychloběhem napříč za zadní nápravou. Na voze FRM uplatnil řadu originálních technických řešení, která si nechal patentovat v Československu i v zahraničí. Bylo to zejména pérování nezávisle zavěšených kol vinutými pružinami neobvykle uloženými ve vodorovné poloze, koncepce poháněcího ústrojí umístěného vzadu napříč a spojka se snadno vypínatelnou volnoběžkou. Svůj vůz čile propagoval v Německu, Rakousku i Švýcarsku, kde jednal i o možnostech licenční výroby, velmi příznivý posudek na automobil FRM napsal Paul Jaray, který si jej několikrát osobně vyzkoušel, stejně jako řada předních německých automobilových odborníků.
V červenci 1937 se v Praze oženil, jeho manželkou se stala houslová virtuoska Markéta Morenová, původním jménem Morgensternová, (6. července 1903 Budapešť – 3. července 1999 Praha), jež používala umělecké jméno Gita Morenová.
V roce 1937 probíhaly přípravy sériové výroby automobilů FRM, jež se měla rozběhnout o rok později v bývalé textilní továrně ve východočeské Chrudimi. V téže době zkonstruoval vojenský terénní automobil vybavený dvěma motory, z nichž jeden poháněl přední a druhý zadní kola. Údajně vznikly tři prototypy tohoto vozu a ministerstvo národní obrany jich mělo objednat 200 pro československou armádu.

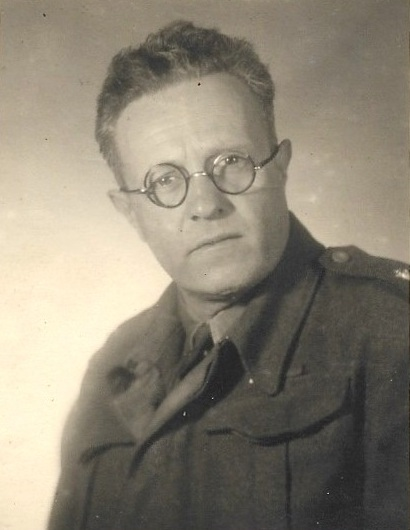
Ing. Fischer v Československé obrněné brigádě Spojenecké armády, Dunkerk, 1945

Napjatá mezinárodní a bezpečnostní situace, opakovaná mobilizace a poté obsazení Sudet hitlerovskými vojsky v důsledku Mnichovské dohody počátkem října 1938 realizaci projektů FRM znemožnily.
V předjaří roku 1939, těsně před okupací zbytku Československa německou armádou, uprchl do Belgie, kde v Antverpách deponoval svůj aerodynamický automobil FRM (údajně také jeden z vojenských vozů) a část rodinného majetku.
Poté se v jihofrancouzském Agde přihlásil do československého zahraničního vojska. Po kapitulaci Francie byl evakuován do Velké Británie, kde sloužil až do konce války jako vedoucí divizních autodílen a tankových dílen prvního československého tankového sboru. Do zálohy odešel koncem srpna 1945 v hodnosti podporučíka (2nd Lieutenant).
V létě 1945 pátral v Antverpách po svém automobilu (resp. automobilech) FRM a kufrech s rodinnými věcmi, vše ale údajně během války zabavili nacisté.

### Od roku 1945
Koncem roku 1945 byl ustanoven národním správcem „Společnosti pro přesné nástroje z tvrdého kovu“ v Děčíně, jež byla později začleněna do koncernu Škoda Plzeň. V květnu 1946 se manželům Fischerovým narodila v Děčíně dcera Bronislava.
V letech 1946 až 1948 pracoval v automobilové konstrukci a výzkumu národního podniku Zbrojovka Brno se sídlem v Praze. Poté se stal vedoucím skupiny náhradních dílů pro automobily zahraničních značek v národním podniku PAL Praha. Po jejím převzetí podnikem Auto Praga přešel na místo konstruktéra do závodu ČKD Kompresory, kde pracoval až do odchodu do důchodu počátkem sedmdesátých let.
Až do druhé poloviny padesátých let se snažil realizovat svůj modernizovaný projekt osobního automobilu s motorem vzadu. Opakovaně jednal s ministerstvem strojírenství a ministerstvem automobilového průmyslu a zemědělských strojů, s nímž počátkem roku 1957 uzavřel smlouvu o dílo na vypracování kompletního návrhu zmíněného osobního vozu. Po mnoha průtazích a oponenturách byl jeho návrh zamítnut a bylo mu doporučeno, aby se pokusil jej nabídnout v jiných zemích východního bloku, zejména polské automobilce FSO sídlící ve Varšavě a východoněmeckému podniku AWE z Eisenachu. Počátkem března 1958 skutečně odeslal do Eisenachu dokumentaci svého projektu osobního vozu, ale i tam byl nakonec odmítnut.
V ČKD pracoval zejména na konstrukci velkých kompresorů, v roce 1957 se podílel i na uvádění do provozu prvního československého atomového reaktoru v Ústavu jaderného výzkumu v Řeži u Prahy.
Odmítl nabízené místo na Českém vysokém učení technickém v Praze, dával přednost práci v továrním prostředí, kde si svou odbornou erudicí a pracovitostí získal řadu přátel.
Na automobily nikdy nezanevřel, po odchodu do důchodu vybudoval spolu s mladšími kolegy z podniku ČKD v Praze-Vysočanech svépomocnou autodílnu, v níž opravovali vozy mnoha různých značek. Uplatnil přitom své bohaté zkušenosti včetně těch, které získal za války v Anglii.
Zemřel v Praze 3. září 1988 ve věku 83 let.

## Patenty
Ing. Štěpán Fischer získal v Československu a dvanácti dalších zemích celkem 38 patentů na svá originální konstrukční řešení týkající se zejména automobilů. Nejvýznamnější byly tyto:
- Patentový spis č. 59589 vydaný v Praze 17. září 1937 s titulem: „Dvousměrná závěrná volnoběžná spojka“ (přihlášeno 18. května 1935, chráněno od 15. listopadu 1936)

- Patentový spis č. 61709 vydaný v Praze 25. července 1938 s titulem: „Hnací zařízení pro motorová vozidla, zvláště pro vozidla omezená proudnicovými čarami, s motorem uspořádaným v zádi vozidla“ (přihlášeno 24. ledna 1935, chráněno od 15. března 1938)

- Patentový spis č. 63860 vydaný v Praze 10. března 1939 s titulem: „Vypružení pro vozidla, zvláště pro motorová vozidla“ (přihlášeno 19. října 1935, chráněno od 15. prosince 1936)